# Manataria
Genre
Manataria est un genre de papillons de la famille des Nymphalidae et de la sous-famille des Satyrinae qui ne comprend qu'une espèce résidant en Amérique.

## Espèce et sous-espèces
Manataria hercyna (Hübner, [1821])
- Manataria hercyna hercyna; présent au Brésil.
- Manataria hercyna daguana (Neustetter, 1929); présent en Équateur et en Colombie.
- Manataria hercyna distincta (Lathy, 1918); présent en Guyane.
- Manataria hercyna hyrnethia Fruhstorfer, 1912; présent en Bolivie, en Équateur, en Colombie et au Pérou.
- Manataria hercyna maculata (Hopffer, 1874); présent au Mexique et au Costa Rica.

### Source
- funet